# Buckeye Township (Missouri)
Pour les articles homonymes, voir Buckeye Township.
Buckeye Township est un ancien township, situé dans le comté de Shannon, dans le Missouri, aux États-Unis,.
Le township est fondé en 1901 et baptisé en référence aux marronniers sauvages, en anglais : buckeye trees, présents dans ses limites.

### Source de la traduction
- (en) Cet article est partiellement ou en totalité issu de l’article de Wikipédia en anglais intitulé « Buckeye Township, Shannon County, Missouri » (voir la liste des auteurs).